# Kraljeve grobnice dinastije Čoson
Kraljeve grobnice dinastije Čoson (korejsko 조선왕릉) so območje svetovne dediščine UNESCO, vpisano leta 2009, ki vključuje 40 grobnic članov rodbine Ji, ki je vladala Koreji (takrat znani kot Čoson in kasneje kot Korejsko cesarstvo) med letoma 1392 in 1910. Te grobnice so raztresene na 18 lokacijah po Korejskem polotoku. Zgrajene so bile v čast in spoštovanje prednikov in njihovih dosežkov ter v uveljavljanje njihove kraljeve avtoritete. Predlagani sta bili še dve grobnic, ki sta v Kesongu v Severni Koreji, vendar nista bili odobreni.

## Struktura grobnic
Kraljeve grobnice lahko razdelimo na tri glavne dele:

### Območje okoli Džongdžagaka
To je stičišče med mrtvimi in živimi. Območje okoli vrat Hongsalmun je prostor za žive.

### Območje tik za vrati
To je prostor med zemeljskim in svetim. To je območje, kjer se duhovi kraljev in kraljic srečujejo s svojimi zemeljskimi častilci. Na tem območju se nahajajo tudi svetišče Jeongjagak, stavbe Subokbang in Suragan.

### Sveta tla nagrobnih gomil
To območje vključuje tudi zid in druge kamnite strukture.

### Druge strukture
Druge strukture vključujejo:
1. Gokdžang – to je pet stranic zidov okoli nagrobne gomile, ki varujejo sveto območje.
2. Seokho – božanstvo tigra, ki služi kot varuh Bongbuna.
3. Seogjang – kip ovce, ki odganja zle duhove z zemlje in moli za duše pokojnih.
4. Mangdžusok – to je par kamnitih stebrov, postavljenih na obeh straneh gomile.
5. Bongbun – tukaj leži truplo kralja ali kraljice. Imenuje se tudi Neungčim ali Neungsang.
6. Nanganseok – to je kamen, podoben živi meji, ki varuje Bjongpungsok.
7. Honjusok – pravokoten kamen, postavljen pred gomilo, za katerega se verjame, da vabi dušo, da pride ven in se igra.
8. Muninsok – kipa učenjakov, postavljena na levi in desni strani luči Džangmjongdung.
9. Džangmjongdung – luč, ki tolaži in moli blagoslov za dušo.
10. Seongma – kip konja.
11. Muinsok – kip vojaka, ki naj bi varoval kralja in je postavljen pod Muninsokom.
12. Jegam – nahaja se v levem kotu za Džongdžagakom in se uporablja za sežiganje napisanih molitev po pogrebni slovesnosti.
13. Bigak – stavba s kamnitim spomenikom, na katerem sta spredaj vpisani imeni kralja in kraljice, na zadnji strani pa je seznam kraljevih dosežkov.
14. Džongdžagak – tukaj potekajo spominske slovesnosti; nanaša se na paviljon, ki je od zgoraj oblikovan kot znak hanja 丁 (Jeong; 정).
15. Čamdo – to sta dve s kamnom pokriti poti, ki vodita do Džongdžagaka. Višja pot se imenuje Sindo (Pot bogov), spodnja pa Eodo (Kraljeva pot). Po korejskih običajih lahko obiskovalci uporabljajo samo pot Eodo.
16. Suragan – tukaj se prinese in pripravi hrana za spominsko slovesnost.
17. Subokbang – to je bivalni prostor častnika, ki straži grobnico.
18. Baevi – tukaj so kralj in uradniki spominske slovesnosti pokleknili v čast pokojnega kralja. Imenuje se tudi Panvi ali Eobaesok.
19. Hongsalmun – to so vrata z dvema rdečima valjastima stebroma. Bjongpungsok – kamen, ki je bil postavljen pod in okoli Bongbuna, da bi ga zaščitil.

## Grobnice
Grobnice so razdeljene v dve vrsti. Kralji in kraljice ter tisti, ki so jim posmrtno podelili naziv kralj ali kraljica, so bili pokopani v grobnicah tipa reung (陵; 릉). Prestolonasledniki in njihove žene so bili pokopani v grobnicah tipa von (園; 원).
Drugi člani kraljeve družine so bili pokopani v grobnicah tipa mjo (墓; 묘).
Kraljeve grobnice so raztresene na 18 lokacijah, mnoge pa so oddaljene od Seula tudi do 40 kilometrov. Džangneung je na primer v Jongvolu v provinci Gangvon, Jongneung pa v Jodžudžuju v provinci Gjongi. Grobnice so bile zgrajene tako za posameznike kot za družinske skupine. Obstaja 40 grobnic tipa reung in 13 grobnic tipa von, kar skupaj ustvari 53 kraljevih grobnic.
Kraljeve grobnice iz obdobja Čoson so sledile smernicam, opisanim v kitajskih konfucijanskih besedilih, kot sta Knjiga obredov (Li Ji) in Obredi Džova (Džou Li). Pri odločanju o lokaciji grobnice so upoštevali številne dejavnike, kot so oddaljenost od Hansonga (današnjega Seula), oddaljenost med drugimi kraljevimi grobnicami, dostopnost lokacije in korejske tradicije pungsu (geomantije). Pri gradnji grobnice so upoštevali tudi tradicionalne pogrebne obrede Koreje in naravno okolje.
Sledi seznam (po abecednem vrstnem redu) posameznih (ali skupin) grobnic. V Kaesongu v Severni Koreji sta še dve kraljevi grobnici iz dinastije Čoson, in sicer Džereung (제릉) (grobnica kraljice Sinui, prve žene kralja Tedža) in Hureung (후릉) (grobnica kralja Džongdžonga in kraljice Džongan).

### Dongureung (동구릉)
37°37′11″N 127°07′53″E / 37.61972°N 127.13139°E
Ta skupina je najboljši vzorec skupinskih grobnic iz obdobja Čoson in predstavlja razvoj grobniške arhitekture v obdobju petsto let. Sedem kraljev in deset kraljic je pokopanih v devetih grobnicah tipa reung. Najbolj opazna v tej skupini je Geonvoleung (건원릉) za kralja Tedža, ustanovitelja dinastije Čoson. Druge grobnice v skupini so Gjongneung (경릉) (kralj Heondžong in njegovi dve ženi, kraljica Hjohjon in kraljica Hjodžong), Hjereung (혜릉) (kraljica Danui, prva žena kralja Gjongdžonga), Hvireung (휘릉) (kraljica Džangnjol, druga žena kralja Indža), Mongneung (목릉) (kralj Seondžo in njegovi dve ženi, kraljica Uiin in kraljica Inmok), Sungneung (숭릉) (kralj Hjondžong in kraljica Mjongsong), Sureung (수릉) (prestolonaslednik Hjomjong, ki je bil posmrtno počaščen kot kralj Mundžo, in kraljica Sindžong), Voleung (원릉) (kralj Jongdžo in njegova druga žena, kraljica Džongsun) in Mjongbinmjo (명빈묘) (kraljeva plemiška soproga Mjong iz Klan Andong Kim, konkubina kralja Tedžonga). Skupina sje na zahodnem bregu potoka Vangsukčon v mestu Guri v provinci Gjongi.

### Gvangneung (광릉)
37°45′08″N 127°10′38″E / 37.75222°N 127.17722°E

Gvangneung je par grobnic v mestu Namjangdžu v provinci Gjongi. Grobnici, razporejeni v obliki črke V, vsebujeta posmrtna ostanka kralja Sedža in njegove žene, kraljice Džonghui. Zgrajeni sta bili leta 1468 oziroma 1483. Gvangneung je pomemben, ker so spremembe v arhitekturi kraljevih grobnic očitne v njegovi gradnji. V tej grobnici niso bili nameščeni zaščitni kamni. Namesto zunanjega kamna za krsto je bilo uporabljeno živo apno. Drug prelom v tradiciji je bil, da ni bil zgrajen častitljivi dostop. Nazadnje je bilo za obe gomili zgrajeno le eno obredno svetišče v obliki črke T. Ta sprememba v arhitekturi grobnic je izhajala iz zadnjih kraljevih želja in odraža nov varčen slog, ki je vplival na kasnejšo gradnjo kraljevih grobnic.

### Heonileung (헌인릉)
Heoleung: 37°27′58″N 127°04′59″E / 37.46611°N 127.08306°E

Ileung: 37°27′58″N 127°04′50″E / 37.46611°N 127.08056°E

To najdišče je na jugu Seula, na dnu južnega pobočja gore Daemo. Heoleung je par grobnic, v katerih so pokopani Tedžong Čoson in kraljica Vongjong, medtem ko je Ileung enojna gomila, ki leži dvesto metrov zahodno in vsebuje posmrtne ostanke kralja Sundžoa in kraljice Sunvon.

### Hongjureung (홍유릉)
Hongneung: 37°37′52″N 127°12′45″E / 37.63111°N 127.21250°E

Jureung: 37°37′50″N 127°12′33″E / 37.63056°N 127.20917°E

Jeongvon: 37°37′46″N 127°12′56″E / 37.62944°N 127.21556°E

Slogi obeh glavnih grobnic odražajo politične spremembe, ki jih je Koreja doživela v zadnjih dneh dinastije Čoson. Z razglasitvijo Korejskega cesarstva je bil slog grobnic zadnjih dveh vladarjev, cesarja Godžonga in cesarja Sundžonga, zasnovan tako, da odraža njun imperialni in ne kraljevi status. V Hongneungu so posmrtni ostanki cesarja Godžonga in cesarice Mjongsong. V Jureungu so posmrtni ostanki cesarja Sundžonga in njegovih dveh žena, cesarice Sunmjong in cesarice Sundžong. Med drugimi pomembnimi grobnicami je Jongvonu (영원), grobnica Ji Una, prestolonaslednika Euimina, in Ji Bang-ja, prestolonaslednice Euimin. Sta v mestu Namjang, vzhodno od Seula.

### Džangneung (Gimpo) (김포 장릉)
37°36′47″N 126°42′40″E / 37.61306°N 126.71111°E

Na treh lokacijah so grobnice iz obdobja Čoson, imenovane Džangneung. Ta dvojna grobnica je v Gimpu v provinci Gjongi, blizu meje z Inčeonom. V njej so posmrtni ostanki princa Džongvona (ki je bil posmrtno počaščen kot kralj Vondžong) in kraljice Inheon, staršev kralja Indža.

### Džangneung (Paju) (파주 장릉)
37°46′25″N 126°42′29″E / 37.77361°N 126.70806°E

Ta grobnica je v Paju v provinci Gjongi, blizu sotočja rek Imdžin in Han, kjer observatorij Osusan gleda na Severno Korejo. V njej so posmrtni ostanki kralja Indža in njegove prve žene, kraljice Injol.

### Džangneung (Jongvol) (영월 장릉)
37°11′51″N 128°27′11″E / 37.19750°N 128.45306°E

a grobnica leži v okrožju Jongvol v provinci Gangvon in je najbolj oddaljena od prestolnice. V njej so posmrtni ostanki kralja Dandžonga.

### Džongneung (정릉)
37°36′08″N 127°00′21″E / 37.60222°N 127.00583°E

Ne smemo je zamenjevati z bolj znano grobnico Džongneung na območju gore Bukhansan. Tudi ta grobnica je v Seulu, vendar severno od reke Han. V njej so posmrtni ostanki kraljice Sindeok, druge žene kralja Tedža.

### Oleung (온릉)
37°43′13″N 126°57′04″E / 37.72028°N 126.95111°E

Oleung je grobnica v Jangdžuju v provinci Gjongi, severno od križišča Songču na avtocesti First Ring v prestolnici. V njej so posmrtni ostanki kraljice Dangjong, prve žene kralja Džungdžonga.

### Padžu Samneung skupina (파주 삼릉)
Gongneung: 37°44′45″N 126°49′48″E / 37.74583°N 126.83000°E

Suleung: 37°44′37″N 126°50′11″E / 37.74361°N 126.83639°E

Jongneung: 37°44′33″N 126°50′01″E / 37.74250°N 126.83361°E

V tej skupini so Gongneung (공릉) (kraljica Džangsun, prva žena kralja Jedžonga), Suleung (술릉) (kraljica Gonghje, prva žena kralja Songdžonga in mlajša sestra kraljice Džangsun) in Jongneung (영릉) (prestolonaslednik Hjodžang, ki je bil posmrtno počaščen kot kralj Džindžong, in kraljica Hjosun). Je v mestu Padžu v provinci Gjongi. Jongneunga ne smemo zamenjevati z grobnico kralja Sedžonga v Jodžuju.

### Sareung (사릉)
37°38′50″N 127°11′51″E / 37.64722°N 127.19750°E

Ta grobnica je v Namjangdžuju v provinci Gjongi, 1,6 km od postaje Geumgok. V njej so pokopani posmrtni ostanki kraljice Džongsun, žene kralja Dandžonga.

### Seondžongneung (선정릉)
Seolleung: 37°30′32″N 127°02′44″E / 37.50889°N 127.04556°E

Jeongneung: 37°30′32″N 127°03′07″E / 37.50889°N 127.05194°E

Džongneung (ki ga ne smemo zamenjevati z istoimenskim mestom na južnih pobočjih gore Bukhansan, prav tako v Seulu) je grobnica kralja Džungdžonga, medtem ko Seoleung hrani posmrtne ostanke kralja Songdžonga in njegove tretje žene, kraljice Džonghjon. Grobnici sta v parku, vhod v katerega je 340 metrov od postaje Seoleung.

### Seooreung skupina (서오릉)
Čangneung: 37°38′09″N 126°53′42″E / 37.63583°N 126.89500°E

Hongneung: 37°37′58″N 126°53′38″E / 37.63278°N 126.89389°E

Gjongneung: 37°37′47″N 126°53′38″E / 37.62972°N 126.89389°E

Ingneung: 37°37′47″N 126°54′02″E / 37.62972°N 126.90056°E

Mjongneung: 37°37′31″N 126°54′04″E / 37.62528°N 126.90111°E

Daebinmjo: 37°37′49″N 126°53′32″E / 37.63028°N 126.89222°E

Sugjongvon: 37°37′38″N 126°54′02″E / 37.62722°N 126.90056°E

Sunčangvon: 37°37′45″N 126°53′50″E / 37.62917°N 126.89722°E

Skupina grobnic v Gojangu v provinci Gjongi vsebuje grobnice Čangneung (창릉) (kralj Jedžong in njegova druga žena, kraljica Ansun), Hongneung (홍릉) (kraljica Džongseong, prva žena kralja Jongdža; ne smemo zamenjati s počivališčem cesarice Mjongseong in cesarja Godžonga v Namjangdžuju), Gjongneung (경릉) (prestolonaslednik Uigjong, ki je bil posmrtno počaščen kot kralj Deokdžong, in kraljica Sohje, bolj znana kot kraljica Insu), Ingneung (익릉) (kraljica Ingjong, prva žena kralja Sukdžonga) in Mjongneung (명릉) (dvojni grobnici kralja Sukdžonga in njegove druge žene, kraljice Inhjon; ter Daneung (단릉), grobnica Sukdžongove tretje žene, kraljice Invon). Druge pomembne grobnice so Daebinmjo (대빈묘) (kraljeva plemiška soproga Hui iz klana Indong Jang, konkubina kralja Sukdžonga in mati kralja Gjongdžonga), Sugjongwon (수경원) (kraljeva plemiška soproga Jong iz klana Džonui Ji, konkubina kralja Jongdžoja in biološka mati prestolonaslednika Sada) in Sunčangvon (순창원) (prestolonaslednik Sunhoe in prestolonaslednica Gonghoe).

### Seosamneung skupina (서삼릉)
Hvireung: 37°39′49″N 126°52′14″E / 37.66361°N 126.87056°E

Hjoreung: 37°39′53″N 126°51′51″E / 37.66472°N 126.86417°E

Jereung: 37°39′56″N 126°52′07″E / 37.66556°N 126.86861°E

Hoemjo: 37°39′58″N 126°51′32″E / 37.66611°N 126.85889°E

Hjočangvon: 37°39′50″N 126°52′02″E / 37.66389°N 126.86722°E

Uirjongvon: 37°39′50″N 126°52′02″E / 37.66389°N 126.86722°E

Seosamneung (dobesedno prevedeno kot 'Tri zahodne grobnice') so v Gojangu v provinci Gjongi, 20 km od Seula. V skupini so Hvireung (휘릉) (kraljica Džangjong, druga žena kralja Džungdžonga), Hjoreung (효릉) (kralj Indžong in kraljica Inseong) in Jereung (예릉) (kralj Čoldžong in kraljica Čorin). Obstaja še petdeset drugih grobnic, med katerimi so najbolj znane Hoemjo (회묘) (odstavljena kraljica Jun, druga žena kralja Songdžonga in mati Jonsangun), Hjočangvon (효창원) (prestolonaslednik Munhjo), Sogjongvon (소경원) (prestolonaslednik Sohjon, ki je na nerazkritem območju) in Uirjongvon (의령원) (prestolonaslednik Uiso). Skupina služi kot počivališče mnogim drugim princem in princeskam, pa tudi trem konkubinam kralja Džongdža (vključno s kraljevo plemiško soprogo Ui iz klana Čangnjong Song) in konkubino kralja Hondžonga (kraljeva plemiška soproga Gjong iz klana Gvangsan Kim). Poleg tega so tukaj zbrani tudi spomeniki, zgrajeni za shranjevanje kraljeve posteljice in popkovine (znane kot taesil), ki so bile nekoč raztresene po vsej Koreji.

### Taegangneung (태강릉)
Taereung: 37°38′05″N 127°05′49″E / 37.63472°N 127.09694°E

Gangneung: 37°38′24″N 127°06′19″E / 37.64000°N 127.10528°E

Taereung (태릉) je v vzhodnem Seulu, 1 km drug od drugega, hrani posmrtne ostanke kraljice Mundžong, medtem ko v Gangneungu (강릉) počivata njen sin in snaha, kralj Mjongdžong in kraljica Insun.

### Uireung (의릉)
37°36′13″N 127°03′25″E / 37.60361°N 127.05694°E

Uireung je par grobnic, razporejenih v vrsti, v katerih so pokopani kralj Gjonjong in njegova druga žena, kraljica Seonui. Je v Seokgvan-dongu, okrožje Seongbuk, Seul.

### Jongneung (영릉)
Jongneung (King Hyojong): 37°18′50″N 127°36′32″E / 37.31389°N 127.60889°E

Jongneung (King Sejong): 37°18′29″N 127°36′11″E / 37.30806°N 127.60306°E

Te grobnice, katerih imena se izgovarjajo enako, vendar z različnim handža, ležijo zahodno od mesta Jodžu v provinci Gjongi. Sedžong Veliki in njegova žena, kraljica Soheon, sta znotraj grobne gomile, obdana s kipi in blizu ribnika ter spominskega svetišča. Grobnica kralja Hjodžonga leži v isti liniji kot grobnica njegove žene, kraljice Inseon.

### Jungeoleung (융건릉)
Geoleung: 37°12′50″N 126°59′17″E / 37.21389°N 126.98806°E

Jungneung: 37°12′42″N 126°59′38″E / 37.21167°N 126.99389°E

Jungneung (융릉) je znotraj parka v Hvaseongu v provinci Gjongi, je počivališče prestolonaslednika Sada in gospe Hjegjong (posmrtno počaščeni kot kralj Džangjo in kraljica Heongjong), medtem ko Geoleung (건릉) hrani posmrtne ostanke kralja DŽongdžoja in kraljice Hjoui.